# Gewog di Gesarling
Il gewog di Gesarling è uno dei quattordici raggruppamenti di villaggi del distretto di Dagana, nella regione Centrale, in Bhutan.